# Камишин
Ками́шин Дмитріївськ (1697—1780) — місто в Росії, у центральній частині Волгоградської області, адміністративний центр Камишинського району. Населення 104 220 тис. осіб (1 січня 2025).
Місто розташоване на правому березі Волгоградського водосховища, у гирлі річки Камишинка, за 200 км на північний схід від Волгограду. У місті розташовані: річковий порт, залізнична станція Приволзької залізниці. Через місто проходить автомобільна траса Саратов — Волгоград.
За 16 км північно-західніше міста знаходиться військовий аеродром «Леб'яже».

## Економіка
Бавовняний комбінат, заводи: крановий, машинобудівний (устаткування для тваринницьких ферм), слюсарно-монтажного інструменту, гута, лакофарбовий. Підприємства харчової промисловості (овочеконсервний завод, маслосирокомбінат, м'ясокомбінат тощо), виробництво будматеріалів.

## Освіта і культура
Технікуми: вечірній текстильний, механізації сільського господарства; медичне і музичне училища. Краєзнавчий музей

## Відомі особистості
- Бабятинський Валерій Костянтинович  — радянський і російський актор театру і кіно.

У місті проживав:
- Сус Микола Іванович (1880—1967) — російський радянський вчений, лісомеліоратор.